# جواو باولو فرناندو مارانغون
جواو باولو فرناندو مارانغون (بالبرتغالية: João Paulo Marangon‏) هو لاعب كرة قدم برازيلي في مركز الوسط، ولد في 17 مارس 1989 في Morungaba ‏ في البرازيل. لعب مع نادي جل فيسنتي ونادي روما.